# Coccinelle
Coccinelle, właśc. Jacqueline Charlotte Dufresnoy (ur. 23 sierpnia 1931 w Paryżu jako Jacques Charles Dufresnoy, zm. 9 października 2006 w Marsylii) – francuska artystka estradowa, piosenkarka klubowa i aktorka. Była pierwszą osobą transpłciową, której operacja korekty płci była szeroko nagłośniona w powojennej Europie.

## Biografia
Wchodząc do show businessu, przyjęła pseudonim Coccinelle (pl. Biedronka). Występowała regularnie w klubie nocnym Le Carrousel de Paris. W 1958 roku, udała się do Casablanki, aby przejść waginoplastykę, wykonaną przez Georgesa Burou. W wywiadzie stwierdziła, że „Dr Burou naprawił błąd popełniony przez naturę i stałam się prawdziwą kobietą, zarówno wewnątrz, jak i na zewnątrz. Po operacji lekarz powiedział tylko: „Bonjour, Mademoiselle” (pl. „Witam panienkę”) i wiedziałam, że to był sukces.”.
Coccinelle szybko stała się medialną sensacją, a jej występy sceniczne uczyniły ją ówczesnym symbolem seksu. W 1959 roku, zagrała w filmie Europa di notte, w reżyserii Alessandro Blasettiego. W 1962, zagrała w argentyńskim thrillerze Los Viciosos, stając się pierwszą transpłciową celebrytką. W latach 1963–1964, występowała w rewii Cherchez la femme, która trwała siedem miesięcy w Olimpii w Paryżu. W 1968, zagrała w hiszpańskim dramacie romantycznym Días de viejo color. W 1987, ukazała się jej autobiografia, pt. Coccinelle par Coccinelle.
Coccinelle intensywnie pracowała jako aktywistka na rzecz osób transpłciowych, zakładając organizację „Devenir Femme” (pl. „Zostać Kobietą”), której celem było zapewnienie emocjonalnego i praktycznego wsparcia osobom poszukującym operacji korekty płci. Jej pierwsze małżeństwo było pierwszym takim związkiem oficjalnie uznanym przez rząd Francji, ustanawiając w ten sposób prawo osób transpłciowych do zawarcia małżeństwa.
W 1960, poślubiła francuskiego dziennikarza Francisa Bonneta. Rozwiedli się dwa lata później. W 1963, wyszła za mąż za paragwajskiego tancerza Mario Costę, który zmarł w 1977 roku. W 1996 roku, poślubiła transpłciowego aktywistę Thierry'ego Wilsona.
W lipcu 2006, trafiła do szpitala, po udarze mózgu. Zmarła 9 października w Marsylii.